# Referéndum constitucional de Birmania de 2008
El Referéndum constitucional de Birmania de 2008 fue realizado el 10 de mayo de 2008, aunque quedó pendiente la consulta en algunas ciudades, que se realizó el 24 de mayo, de acuerdo con lo dictado por el Consejo de Estado para la Paz y el Desarrollo en febrero de 2008. Según la junta militar, la nueva constitución asegurará la creación de una "democracia de disciplina".

## Campaña
Tres semanas antes de realizarse el referéndum, la junta militar promovió una campaña intensa a favor del "si". En los medios de comunicación locales y nacionales se publicaron muchas canciones, poemas, caricaturas y editoriales instando a la gente a votar por el "sí".
La Liga Nacional para la Democracia llamó a votar por el "no" en las urnas. Sin embargo, el partido afirmó posteriormente que su campaña a favor del "no" fue reprimida violentamente, con activistas detenidos y material confiscado.

## Resultados
La junta militar anunció que sobre una base de 22 millones de votantes, el 92,4% se habría pronunciado a favor de la nueva carta magna. con un nivel de participación del 99,07%, según informó la cadena de televisión estatal MRTV.